# Théorème du complément normal de Burnside
Pour les articles homonymes, voir Théorèmes de Burnside.
En mathématiques, le théorème du complément normal de Burnside est un théorème de théorie des groupes qui s'énonce comme suit : si G est un groupe fini, si P est un sous-groupe de Sylow de G, si P est contenu dans le centre de son normalisateur NG(P) (autrement dit si le normalisateur NG(P) de P se réduit au centralisateur CG(P) de P), alors P admet un complément normal dans G.
Puisque P est un sous-groupe de Sylow de G, tout complément de P dans G est un sous-groupe de Hall de G. Comme tout sous-groupe de Hall normal d'un groupe fini G est seul de son ordre parmi les sous-groupes de G, le complément normal dont le théorème de Burnside assure l'existence est seul de son ordre parmi les sous-groupes de G et est donc caractéristique dans G. On pourrait donc parler du théorème du complément caractéristique de Burnside.
Remarques.
- L'hypothèse selon laquelle P est contenu dans le centre de NG(P) entraîne évidemment que P est commutatif. On ajoute souvent ce fait aux hypothèses dans l'énoncé du théorème.
- Si N est un complément normal d'un p-sous-groupe de Sylow de G, alors N est complément (normal) de tout p-sous-groupe de Sylow de G. (En effet, soit P un p-sous-groupe de Sylow de G dont N soit complément normal dans G. Si Q est un autre p-sous-groupe de Sylow de G, les ordres de N et de Q sont premiers entre eux et leur produit est égal à l'ordre de G, ce qui est suffisant pour que N et Q soient compléments l'un de l'autre dans G.) Si G est un groupe fini d'ordre prm, où m est non divisible par le nombre premier p, dire que N est complément normal des p-sous-groupes de Sylow de G revient à dire que N est un sous-groupe normal d'ordre m de G.  D'après une remarque faite plus haut, cela revient encore à dire que N est l'unique sous-groupe d'ordre m de G. Un tel sous-groupe N est appelé un p-complément normal de G[2].
- Un groupe fini dont les p-sous-groupes de Sylow admettent un complément normal (autrement dit, un groupe fini qui admet un p-complément normal) est dit p-nilpotent[3].
- Selon un théorème de Frobenius[4], G possède un p-complément normal si et seulement si
  - ou bien : pour tout p-sous-groupe non trivial H de G, le quotient NG(H)/CG(H) est un p-groupe,
  - ou bien : pour tout p-sous-groupe non trivial H de G, le sous-groupe NG(H) possède un p-complément normal.
- Soient G un groupe fini et p un diviseur premier de l'ordre de G. Si les hypothèses du théorème du complément normal de Burnside sont satisfaites et que l'ordre de G n'est pas égal à p, il résulte clairement du théorème que G n'est pas simple. Ce fait est souvent utilisé pour déterminer les éventuels groupes simples d'un ordre fini donné, à un stade de la théorie antérieur à la classification des groupes simples finis[5]. D'autre part, le théorème du complément normal de Burnside est utilisé[6] dans la démonstration du théorème de Feit-Thompson, lequel joue un rôle important dans la classification des groupes simples finis.